# Matěj Novák
Matěj Novák (ur. 6 listopada 1989 w Pardubicach) – czeski łyżwiarz figurowy, startujący w parach tanecznych z Lucie Myslivečkovą, a następnie z Gabrielą Kubovą. Uczestnik mistrzostw Europy i świata, medalista zawodów międzynarodowych oraz mistrz Czech (2011).

## Osiągnięcia

### Z Gabrielą Kubovą
| Zawody                  | 12–13          | 13–14          |                |                |                |                |                |                |                |                |                |                |                |                |                |                |                |
| Międzynarodowe          | Międzynarodowe | Międzynarodowe | Międzynarodowe | Międzynarodowe | Międzynarodowe | Międzynarodowe | Międzynarodowe | Międzynarodowe | Międzynarodowe | Międzynarodowe | Międzynarodowe | Międzynarodowe | Międzynarodowe | Międzynarodowe | Międzynarodowe | Międzynarodowe | Międzynarodowe |
| ----------------------- | -------------- | -------------- | -------------- | -------------- | -------------- | -------------- | -------------- | -------------- | -------------- | -------------- | -------------- | -------------- | -------------- | -------------- | -------------- | -------------- | -------------- |
| Mistrzostwa świata      |                | 27             |                |                |                |                |                |                |                |                |                |                |                |                |                |                |                |
| Memoriał Ondreja Nepeli |                | 7              |                |                |                |                |                |                |                |                |                |                |                |                |                |                |                |
| Nebelhorn Trophy        |                | 16             |                |                |                |                |                |                |                |                |                |                |                |                |                |                |                |
| NRW Trophy              |                | 7              |                |                |                |                |                |                |                |                |                |                |                |                |                |                |                |
| Volvo Open Cup          | 7              |                |                |                |                |                |                |                |                |                |                |                |                |                |                |                |                |
| Krajowe                 |                |                |                |                |                |                |                |                |                |                |                |                |                |                |                |                |                |
| Mistrzostwa Czech       | 2              | WD             |                |                |                |                |                |                |                |                |                |                |                |                |                |                |                |

### Z Lucie Myslivečkovą

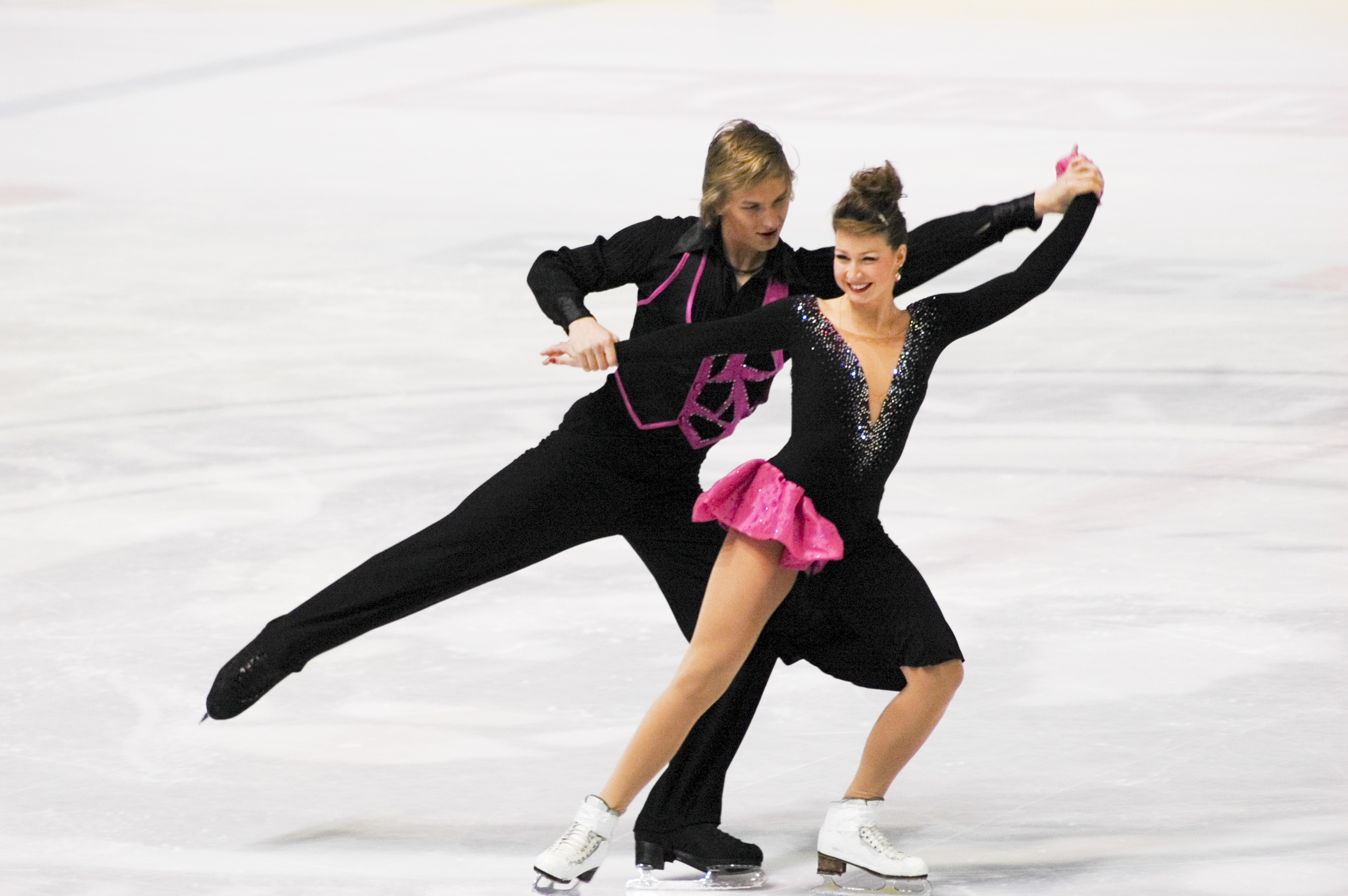
Myslivečková i Novák na zawodach Golden Spin Zagrzeb 2010

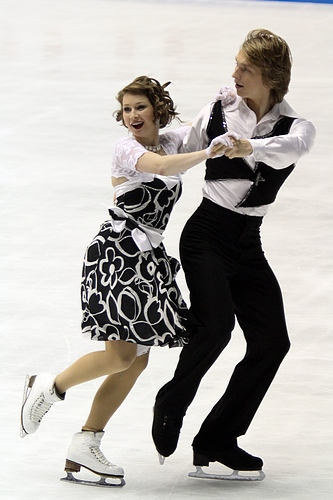
Myslivečková i Novák na zawodach NHK Trophy 2010

| Zawody                                | 05–06          | 06–07          | 07–08          | 08–09          | 09–10          | 10–11          |                |                |                |                |                |                |                |                |                |                |                |
| Międzynarodowe                        | Międzynarodowe | Międzynarodowe | Międzynarodowe | Międzynarodowe | Międzynarodowe | Międzynarodowe | Międzynarodowe | Międzynarodowe | Międzynarodowe | Międzynarodowe | Międzynarodowe | Międzynarodowe | Międzynarodowe | Międzynarodowe | Międzynarodowe | Międzynarodowe | Międzynarodowe |
| ------------------------------------- | -------------- | -------------- | -------------- | -------------- | -------------- | -------------- | -------------- | -------------- | -------------- | -------------- | -------------- | -------------- | -------------- | -------------- | -------------- | -------------- | -------------- |
| Mistrzostwa świata                    |                |                |                | 21             | 16             | 22             |                |                |                |                |                |                |                |                |                |                |                |
| Mistrzostwa Europy                    |                |                |                |                |                | 10             |                |                |                |                |                |                |                |                |                |                |                |
| GP Cup of Russia                      |                |                |                |                | 7              | 5              |                |                |                |                |                |                |                |                |                |                |                |
| GP NHK Trophy                         |                |                |                |                | 9              | 6              |                |                |                |                |                |                |                |                |                |                |                |
| Golden Spin Zagrzeb                   |                |                |                |                |                | 1              |                |                |                |                |                |                |                |                |                |                |                |
| Memoriał Karla Schäfera               |                |                |                | 4              |                |                |                |                |                |                |                |                |                |                |                |                |                |
| Memoriał Ondreja Nepeli               |                |                |                |                |                | 2              |                |                |                |                |                |                |                |                |                |                |                |
| Memoriał Pavla Romana                 |                |                | 3              |                |                |                |                |                |                |                |                |                |                |                |                |                |                |
| Nebelhorn Trophy                      |                |                | 11             |                | 6              | 7              |                |                |                |                |                |                |                |                |                |                |                |
| Międzynarodowe: Kategorie młodzieżowe |                |                |                |                |                |                |                |                |                |                |                |                |                |                |                |                |                |
| Mistrzostwa świata juniorów           | 19             | 18             | 12             | 8              |                |                |                |                |                |                |                |                |                |                |                |                |                |
| JGP w Bułgarii                        | 15             |                |                |                |                |                |                |                |                |                |                |                |                |                |                |                |                |
| JGP w Czechach                        |                |                |                | 4              |                |                |                |                |                |                |                |                |                |                |                |                |                |
| JGP w Estonii                         |                |                | 4              |                |                |                |                |                |                |                |                |                |                |                |                |                |                |
| JGP we Francji                        |                |                |                | 3              |                |                |                |                |                |                |                |                |                |                |                |                |                |
| JGP w Wielkiej Brytanii               |                |                | 2              |                |                |                |                |                |                |                |                |                |                |                |                |                |                |
| Memoriał Pavla Romana                 | 5 J            |                |                |                |                |                |                |                |                |                |                |                |                |                |                |                |                |
| Krajowe                               |                |                |                |                |                |                |                |                |                |                |                |                |                |                |                |                |                |
| Mistrzostwa Czech                     | 1 J            | 1 J            | 2              | 2              |                | 1              |                |                |                |                |                |                |                |                |                |                |                |